# Астрономическая спектроскопия

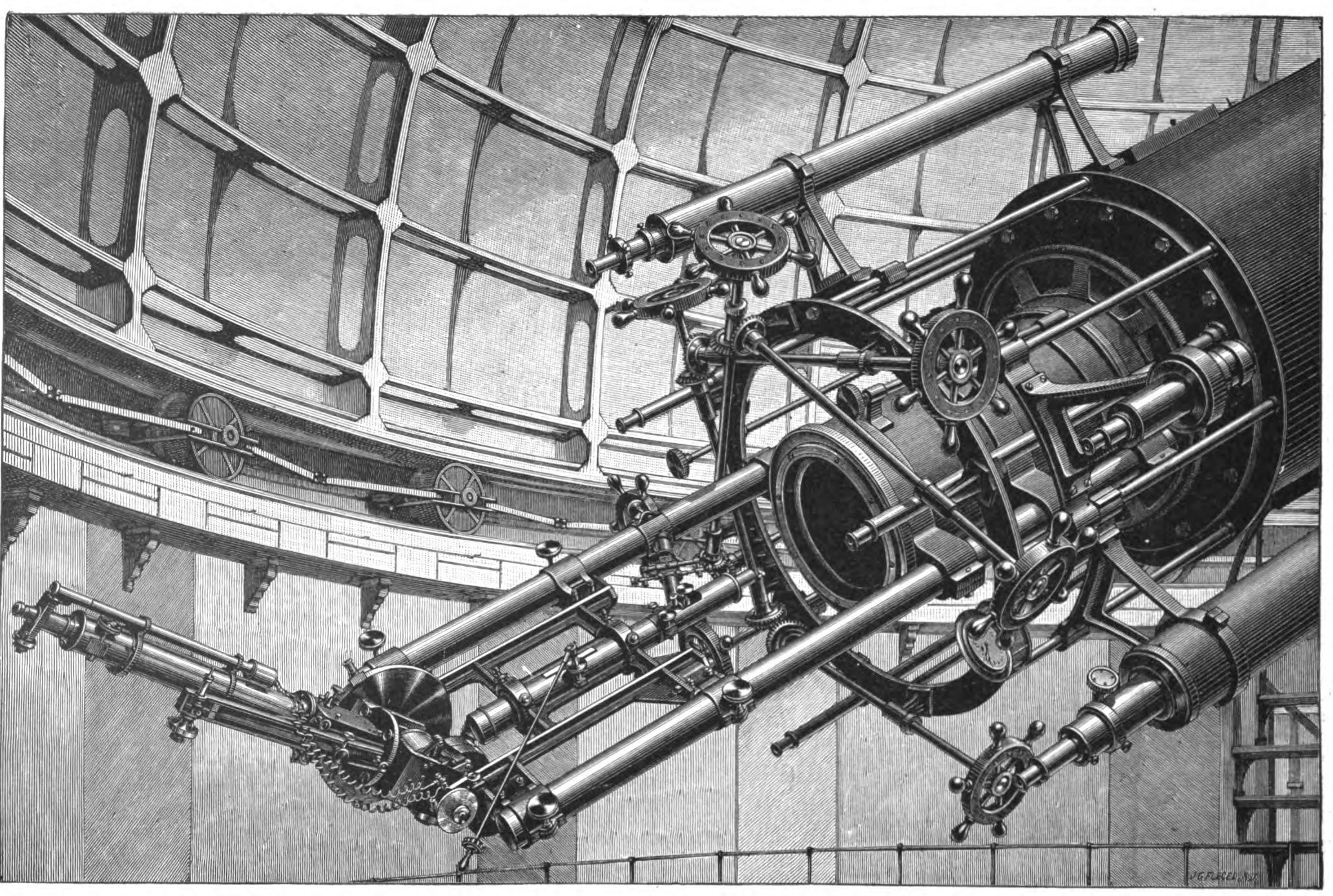
Звёздный спектроскоп Ликской обсерватории в 1898 году. Разработан Джеймсом Килером и построен

Астрономическая спектроскопия — это раздел астрономии, использующий методы спектроскопии для измерения спектра электромагнитного излучения, в том числе и видимого, которое излучается звездами и другими небесными объектами. Звёздный спектр может выявить многие свойства звёзд, такие как их химический состав, температуру, плотность, массу, расстояние, светимость и относительное движение с помощью измерений доплеровского сдвига. Спектроскопия также используется для изучения физических свойств многих других типов небесных объектов, таких как планеты, туманности, галактики и активные ядра галактик.

## Основы

Окна прозрачности в атмосфере Земли для электромагнитного излучения

Астрономическая спектроскопия используется для измерения трёх основных полос излучения: спектра видимого излучения, радио- и рентгеновского излучения. В то время как вся спектроскопия рассматривает конкретные области спектра, для получения сигнала в зависимости от частоты требуются разные методы. Озон (O3) и молекулярный кислород (O2) поглощают свет с длинами волн до 300 нм, что означает, что для рентгеновской и ультрафиолетовой спектроскопии требуется использование спутникового телескопа или детекторов, установленных на ракетестр. 27. Радиосигналы излучаются на гораздо более длинных волнах, чем оптические сигналы и требуют использования антенн или радиоприемников. Инфракрасное излучение поглощается атмосферной водой и углекислым газом, поэтому, хотя оборудование аналогично используемому в оптической спектроскопии, спутники обязаны регистрировать большую часть инфракрасного спектра.

### Оптическая спектроскопия

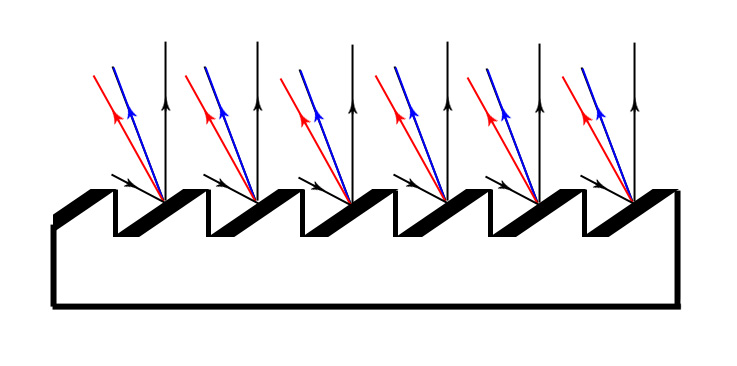
Падающий свет отражается под тем же углом (черные линии), но небольшая часть света преломляется (красные и синие линии)

Физики изучали солнечный спектр с тех пор, как Исаак Ньютон впервые использовал простую призму для наблюдения свойств света во время преломления. В начале 1800-х годов Джозеф фон Фраунгофер использовал своё мастерство в качестве производителя стекла для создания очень чистых призм, что позволило ему наблюдать 574 темных линии в кажущемся непрерывном спектре. Вскоре после этого он объединил телескоп и призму, чтобы наблюдать спектр Венеры, Луны, Марса и различных звёзд, таких как Бетельгейзе; его компания продолжала производить и продавать высококачественные преломляющие телескопы, основанные на его оригинальных разработках, до его закрытия в 1884 годустр. 28-29. Значительный вклад в развитие спектроскопии звезд внесли на рубеже XIX-XX вв. сотрудники Гарвардской обсерватории.
Разрешение призмы ограничено её размерами; большая призма обеспечит более детальный спектр, но увеличение массы делает её непригодной для высокоточных наблюдения. Эта проблема была решена в начале 1900-х годов с разработкой Дж. Пласкеттом высококачественных отражательных решёток, который работал в Доминьонской обсерватории в Оттаве, Канадастр. 11: свет, падающий на зеркало, отражается под тем же углом, однако небольшая часть света будет преломляться под другим углом; это зависит от показателей преломления материалов и длины волны света. Создавая «преломляющую» решётку, которая использует большое количество параллельных зеркал, небольшая часть света может быть сфокусирована и визуализирована. Эти новые спектроскопы давали более детализированное изображение, чем призма, требовали меньше света и могли быть сфокусированы на определённой области спектра путём наклона решётки.
Ограничением на преломляющую решётку является ширина зеркал, которые можно заточить только до той величины, как будет теряться фокус; максимум составляет около 1000 строк/мм. Чтобы преодолеть это ограничение, были разработаны голографические решётки. В объёмно-фазовых голографических решётках используется тонкая плёнка дихромированного желатина на стеклянной поверхности, которая впоследствии подвергается воздействию интерференции волн, создаваемой интерферометром. Эта волновая картина создаёт картину отражения, похожую на преломляющую решётки, но с использованием условия Брэгга, то есть процесса, в котором угол отражения зависит от расположения атомов в желатине. Голографические решётки могут иметь до 6000 линий/мм и могут в два раза эффективнее собирать свет, чем преломляющие решётки. Поскольку они запечатаны между двумя листами стекла, голографические решётки очень универсальны, потенциально могут работать десятилетия до необходимости замены.
Свет, рассеянный решёткой или призмой в спектрографе, может быть зарегистрирован детектором. Исторически фотографические пластины широко использовались для записи спектров, пока не были разработаны электронные детекторы, и сегодня в оптических спектрографах чаще всего используются приборы с зарядовой связью (ПЗС). Шкала длин волн спектра может быть откалибрована путём наблюдения спектра линий излучения известной длины волны от газоразрядной лампы. Шкала потока спектра может быть откалибрована как функция длины волны путём сравнения с наблюдением стандартной звезды с поправками на атмосферное поглощение света; этот процесс известен как спектрофотометрия.

### Радиоспектроскопия
Радиоастрономия была основана работами Карла Янского в начале 1930-х годов, когда он работал в Лаборатории Белла. Он построил радиоантенну для поиска потенциальных источников помех для трансатлантических радиопередач. Один из обнаруженных источников шума пришел не с Земли, а из центра Млечного пути в созвездии Стрельца. В 1942 году Дж. С. Хей обнаружил радиочастоту Солнца с помощью военных радиолокационных приемниковстр. 26. Радиоспектроскопия началась с открытия 21-сантиметровой линии H I в 1951 году.

#### Радиоинтерферометрия
Радиоинтерферометрия была впервые введена в эксплуатацию в 1946 году, когда Джозеф Лейд Пози, Руби Пейн-Скотт и Линдсей МакКриди использовали единственную антенну на морском утёсе для наблюдения солнечного излучения на частоте 200 МГц. Два падающих луча, один прямо от солнца, а другой отражённый от поверхности моря, создавали необходимые помехи. Первый многоприёмный интерферометр был построен в том же году Мартином Райлом и Вонбергом. В 1960 году Райл и Энтони Хьюиш опубликовали методику апертурного синтеза для анализа данных интерферометра. Процесс синтеза диафрагмы, который включает автокорреляцию и дискретное преобразование Фурье входящего сигнала, восстанавливает как пространственное, так и частотное изменение потока. Результатом является трёхмерное изображение, третьей осью которого является частота. За эту работу Райл и Хьюиш были совместно награждены Нобелевской премией по физике 1974 года.

## Звёзды и их свойства

### Химические свойства
Ньютон использовал призму для разделения белого света на цвета, а высококачественные призмы Фраунгофера позволили учёным увидеть тёмные линии неизвестного происхождения. В 1850-х годах Густав Кирхгоф и Роберт Бунзен описали явления, стоящие за этими темными линиями. Горячие твёрдые объекты производят свет с непрерывным спектром, горячие газы излучают свет на определённых длинах волн, а горячие твёрдые объекты, окружённые более холодными газами, демонстрируют почти непрерывный спектр с темными линиями, соответствующими линиям излучения газов:42–44. Сравнивая линии поглощения Солнца со спектрами излучения известных газов, можно определить химический состав звёзд.
Основные линии Фраунгофера и элементы, с которыми они связаны, приведены в следующей таблице. Обозначения серии Бальмера указаны в скобках.
В настоящее время спектральные линии обозначаются длиной волны и химическим элементом, которому они принадлежат. Например, Fe I 4383,547 Å обозначает линию нейтрального железа с длиной волны 4383,547 Å. Но для наиболее сильных линий сохранились обозначения, введённые ещё Фраунгофером. Так, самые сильные линии солнечного спектра — линии H и K ионизованного кальция.
| Обозначение | Элемент или соединение | Длина волны (Å) | Обозначение | Элемент | Длина волны (Å) |
| y           | O2                     | 8987,65         | c           | Fe      | 4957,61         |
| Z           | O2                     | 8226,96         | F           | Hβ      | 4861,34         |
| A           | O2                     | 7593,70         | d           | Fe      | 4668,14         |
| B           | O2                     | 6867,19         | e           | Fe      | 4383,55         |
| C           | Hα                     | 6562,81         | G'          | Hγ      | 4340,47         |
| a           | O2                     | 6276,61         | G           | Fe      | 4307,90         |
| D1          | Na                     | 5895,92         | G           | Ca      | 4307,74         |
| D2          | Na                     | 5889,95         | h           | Hδ      | 4101,75         |
| D3 или d    | He                     | 5875,618        | H           | Ca II   | 3968,47         |
| e           | Hg                     | 5460,73         | K           | Ca II   | 3933,68         |
| E2          | Fe                     | 5270,39         | L           | Fe      | 3820,44         |
| b1          | Mg                     | 5183,62         | N           | Fe      | 3581,21         |
| b2          | Mg                     | 5172,70         | P           | Ti II   | 3361,12         |
| b3          | Fe                     | 5168,91         | T           | Fe      | 3021,08         |
| b4          | Fe                     | 5167,51         | t           | Ni      | 2994,44         |
| b4          | Mg                     | 5167,33         |             |         |                 |

В таблице символами Hα, Hβ, Hγ и Hδ обозначены первые четыре линии бальмеровской серии атома водорода. Линии D1 и D2 — это широко известный «натриевый дублет», пара хорошо различимых солнечных линий.
Следует заметить, что в литературе имеются противоречия в некоторых обозначениях линий. Так, символом d обозначают как голубую линию железа 4668,14 Å, так и жёлтую линию гелия (обозначаемую также D3) 5875,618 Å. Линия e может принадлежать как железу, так и ртути. Чтобы уйти от двусмысленности, необходимо всегда указывать элемент, которому принадлежит линия, например, «линия e ртути».
Не все элементы на Солнце были немедленно идентифицированы. Два примера перечислены ниже.
- В 1868 году Норман Локьер и Пьер Жансен независимо друг от друга наблюдали линию рядом с дублетом натрия (D1 и D2), которую Локьер определил как новый элемент. Он назвал его Гелием, но только в 1895 году этот элемент был найден на Земле[5]:84–85;
- В 1869 году астрономы Чарльз Огастес Янг и Уильям Харкнесс[англ.] независимо друг от друга наблюдали новую зелёную линию излучения в солнечной короне во время затмения. Этот «новый» элемент был неправильно назван коронием, так как он был найден только в короне. Лишь в 1930-х годах Вальтер Гротриан и Бенгт Эдлен обнаружили, что спектральная линия на длине волны 530,3 нм обусловлена сильно ионизированным железом (Fe13+)[19]. Другие необычные линии в корональном спектре также вызваны сильно ионизированными элементами, такими как никель и кальций, причём высокая ионизация обусловлена экстремальной температурой солнечной короны[1]:87,297.

На сегодняшний день для Солнца было перечислено более 20 000 линий поглощения в диапазоне между 293,5 и 877,0 нм, но только приблизительно 75 % этих линий были связаны с поглощением элементами:69.
Анализируя ширину каждой спектральной линии в спектре излучения, можно определить как элементы, присутствующие в звезде, так и их относительные содержания. Используя эту информацию, звезды можно разделить на звёздные популяции; Звёзды населения I являются самыми молодыми звёздами и имеют самое высокое содержание металлов (наше Солнце принадлежит именно к этому типу), в то время как звёзды населения III являются самыми старыми звёздами с очень низким содержанием металлов.

### Температура и размер

Кривые излучения абсолютно чёрного тела для разных температур

В 1860 году Густав Кирхгоф предложил идею абсолютно чёрного тела, материала, излучающего электромагнитное излучение на всех длинах волн. В 1894 году Вильгельм Вена получил выражение, связывающее температуру (T) чёрного тела с его пиковой длиной волны излучения (λmax):
{\displaystyle \lambda _{\text{max}}T=b}
b — коэффициент пропорциональности, называемая постоянной смещения Вина, равная 2,897771955…×10−3 нм•К. Это уравнение называется законом смещения Вена. Измеряя пиковую длину волны звезды, можно определить поверхностную температуру звезды. Например, если длина волны пика излучения звезды составляет 502 нм, соответствующая температура будет 5778 К.
Светимость звезды является мерой выделения энергии излучения за определённый промежуток времени. Светимость (L) может быть связана с температурой (T) звезды следующим соотношением:
{\displaystyle L=4\pi R^{2}\sigma T^{4}} ,
где R — радиус звезды, а σ — постоянная Стефана — Больцмана со значением : {\displaystyle \sigma =5{,}670367(13)\times 10^{-8}} Вт•м−2•К−4. Таким образом, когда светимость и температура известны (посредством прямого измерения и расчета), можно определить радиус звезды.

## Галактики
Спектры галактик похожи на звёздные спектры, поскольку они состоят из объединённого света миллиардов звёзд.
Исследования доплеровского сдвига скоплений галактик, проведенные Фрицем Цвики в 1937 году, показали, что галактики в скоплении движутся гораздо быстрее, чем это представляется возможным из массы скопления, вычисленной на основе видимого света. Цвики предположил, что в скоплениях галактик должно быть много несветящегося вещества, которое сейчас известно как тёмная материя. Со времени его открытия астрономы определили, что большая часть галактик (и большая часть вселенной) состоит из темной материи. В 2003 году, однако, было обнаружено, что четыре галактики (NGC 821, NGC 3379, NGC 4494 и NGC 4697) практически не имеют темной материи, влияющей на движение звезд, содержащихся в них; причина отсутствия темной материи неизвестна.
В 1950-х годах сильные радиоисточники были связаны с очень тусклыми, очень красными объектами. Когда был получен первый спектр одного из этих объектов, в нём были получены линии поглощения на длинах волн, где ни один не ожидался. Вскоре стало понято, что то, что наблюдалось, было нормальным спектром галактики, но с очень красным смещением. Они были названы квазизвёздными радиоисточниками, или квазарами, открытыми Хонг-Йи Чиу в 1964 году. В настоящее время считается, что квазары — это галактики, сформировавшиеся в первые годы существования нашей вселенной, с их экстремальным выходом энергии, приводимым в действие сверхмассивными черными дырами.
Свойства галактики также можно определить путём анализа найденных в них звёзд. NGC 4550, галактика в скоплении Девы, имеет большую часть своих звёзд, вращающихся в противоположном направлении, чем другая часть. Считается, что эта галактика представляет собой комбинацию двух меньших галактик, которые вращались в противоположных направлениях друг к другу. Яркие звезды в галактиках также могут помочь определить расстояние до галактики, что может быть более точным методом, чем параллакс или стандартные свечи.

## Межзвёздная среда
Межзвездная среда — это материя, которая занимает пространство между звездными системами в галактике. 99 % этого вещества газообразное: водород, гелий и меньшие количества других ионизированных элементов, таких как, например, кислород. С другой стороны, 1 % — это частицы пыли, в основном состоящие из графита, силикатов и льда. Облака пыли и газа называются туманностями.
Существует три основных типа туманностей: тёмная туманность (она же поглощательная туманность, она же она же абсорбционная), отражательная туманность и эмиссионная туманность. Тёмные туманности состоят из пыли и газа в таких количествах, что они закрывают свет звёзд позади себя, что затрудняет фотометрию. Отражательные туманности, как следует из их названия, отражают свет близлежащих звёзд. Их спектры такие же, как у окружающих их звёзд, хотя свет более синий; более короткие волны рассеивают лучше, чем более длинные волны. Эмиссионные туманности излучают свет на определённых длинах волн в зависимости от их химического состава.

### Газообразные эмиссионные туманности
В первые годы астрономической спектроскопии учёные были озадачены спектром газовых туманностей. В 1864 году Уильям Хаггинс заметил, что многие туманности имеют только эмиссионные линии, а не полный спектр, как у звёзд. Из работы Кирхгофа он пришёл к выводу, что туманности должны содержать «огромные массы светящегося газа или пара». Однако было несколько линий излучения, которые нельзя было связать ни с одним земным элементом, самые яркие из них — линии с длиной волны 495,9 нм и 500,7 нм. Эти линии приписывались новому элементу — небулию, до тех пор, пока Айра Боуэн в 1927 году не определил, что это линии излучения высокоионизированного кислорода (O+2). Эти эмиссионные линии невозможно воспроизвести в лаборатории, потому что они являются запрещенными линиями; низкая плотность туманности (один атом на кубический сантиметр) позволяет метастабильным ионам распадаться через излучение запрещенных линий, а не столкновения с другими атомами.
Не все эмиссионные туманности встречаются вокруг звёзд или вблизи них, где звёздная радиация вызывает ионизацию. Большинство газоэмиссионных туманностей образовано нейтральным водородом. В основном состоянии нейтральный водород имеет два возможных спиновых состояния: электрон имеет либо тот же спин что и протон, либо противоположный спин. Когда атом переходит между этими двумя состояниями, он излучает квант электромагнитного излучения или поглощения на длине волны 21 см. Эта линия находится в пределах радиодиапазона и позволяет проводить очень точные измерения:
- скорость облака можно измерить с помощью доплеровского сдвига;
- интенсивность линии на длине волны 21 см дает плотность и количество атомов в облаке;
- также можно вычислить температуру облака.

Используя эту информацию, было определено, что форма Млечного Пути является спиральной галактикой, хотя точное количество и положение спиральных рукавов является предметом текущих исследований.

### Сложные молекулы
Пыль и молекулы в межзвёздной среде не только препятствуют фотометрии, но и вызывают появление линий поглощения в спектроскопии. Их спектральные особенности генерируются переходами составляющих электронов между различными энергетическими уровнями или вращательными или колебательными движениями. Обнаружение обычно происходит в радио-, микроволновом или инфракрасном диапазоне спектра. Химические реакции, образующие эти молекулы, могут происходить в холодных диффузных облаках или в плотных областях, освещённых ультрафиолетовым светом. Полициклические ароматические углеводороды, такие как ацетилен (C2H2), обычно группируются вместе с образованием графитов или другого материала похожего на сажу, также были обнаружены другие органические молекулы, такие как ацетон ((CH3)2CO) и бакминстерфуллерены (C60 и C70).

## Движение во вселенной

Красное смещение и синее смещение

Звёзды и межзвёздный газ связаны гравитацией и образуют галактики, а группы галактик могут быть связаны гравитацией в скопления галактик. За исключением звёзд в Млечном Пути и галактик в Местной группе, почти все галактики удаляются от нас из-за расширения Вселенной.

### Эффект Доплера и красное смещение
Движение звёздных объектов можно определить по их спектру. Из-за эффекта Доплера объекты, движущиеся к нам, смещаются в синюю сторону, а движущиеся от нас объекты — в красную. Длина волны света с красным смещением длиннее, и он кажется более красным, чем источник. И наоборот, длина волны света с синим смещением короче и кажется более синей, чем у исходного света:
{\displaystyle {\frac {\lambda -\lambda _{0}}{\lambda _{0}}}={\frac {v_{0}}{c}}}
где {\displaystyle \lambda _{0}} — излучаемая длина волны, {\displaystyle v_{0}} — скорость объекта и {\displaystyle \lambda } — наблюдаемая длина волны. Обратите внимание, что v<0 соответствует λ<λ0, длине волны с синим смещением. Линия поглощения или излучения с красным смещением будет появляться ближе к красному концу спектра, чем стационарная линия. В 1913 году Весто Слайфер определил, что Галактика Андромеды смещена в сторону синего цвета, и это означает, что она движется к Млечному Пути. Он записал спектры 20 других галактик, все из которых, кроме 4, имели красное смещение, и смог вычислить их скорости относительно Земли. Эдвин Хаббл позже будет использовать эту информацию, а также свои собственные наблюдения, чтобы определить закон Хаббла: чем дальше галактика от Земли, тем быстрее она удаляется от нас. Закон Хаббла может быть описан формулой:
{\displaystyle v=H_{0}d}
где {\displaystyle v} — скорость (или поток Хаббла), {\displaystyle H_{0}} — постоянная Хаббла, а {\displaystyle d} — расстояние от Земли.
Красное смещение (z) можно выразить следующими уравнениями:
| В зависимости от длины волны | В зависимости от частоты                                                                 |
| --- | ---------------------------------------------------------------------------------------- |
| {\displaystyle z={\frac {\lambda _{\mathrm {obsv} }-\lambda _{\mathrm {emit} }}{\lambda _{\mathrm {emit} }}}} | {\displaystyle z={\frac {f_{\mathrm {emit} }-f_{\mathrm {obsv} }}{f_{\mathrm {obsv} }}}} |
| {\displaystyle 1+z={\frac {\lambda _{\mathrm {obsv} }}{\lambda _{\mathrm {emit} }}}} | {\displaystyle 1+z={\frac {f_{\mathrm {emit} }}{f_{\mathrm {obsv} }}}}                   |
| В этих уравнениях наблюдаемая длина волны обозначается как {\displaystyle \lambda _{\mathrm {obsv} }}, излучаемая длина волны как {\displaystyle \lambda _{\mathrm {emit} }} а наблюдаемая частота как {\displaystyle f_{\mathrm {obsv} }}, излучаемая частота как {\displaystyle f_{\mathrm {emit} }}. |                                                                                          |

Чем больше значение z, тем сильнее смещается свет и тем дальше объект находится от Земли. По состоянию на январь 2013 года с помощью сверхглубокого поля Хаббла было обнаружено самое большое красное смещение галактик на z ~ 12, что соответствует возрасту более 13 миллиардов лет (возраст Вселенной составляет приблизительно 13,82 миллиарда лет). Более подробно см. здесь.
Эффект Доплера и закон Хаббла можно объединить в уравнение
z ={\displaystyle {\frac {v_{\text{Hubble}}}{c}}}, где c — скорость света.

### Пекулярное движение
Объекты, которые связаны гравитацией, будут вращаться вокруг общего центра масс. Для звёздных тел это движение известно как пекулярная скорость, и оно может изменять Хаббловский поток. Таким образом, к закону Хаббла необходимо добавить дополнительный член для пекулярного движения:
{\displaystyle v_{\text{total}}=H_{0}d+v_{\mathrm {pec} }}
Это движение может вызвать путаницу при взгляде на солнечный или галактический спектр, потому что ожидаемое красное смещение, основанное на простом законе Хаббла, будет скрыто пекулярным движением. Например, форма и размер скопления Девы были предметом серьёзного научного исследования из-за очень больших пекулярных скоростей галактик в скоплении.

### Двойные звёзды

Две звезды разного размера вращаются вокруг центра масс. Видно, что спектр разделяется в зависимости от положения и скорости звёзд

Подобно тому, как планеты могут быть гравитационно связаны со звёздами, пары звёзд могут вращаться друг вокруг друга. Некоторые двойные звезды являются визуально-двойными, то есть их можно наблюдать, как они вращаются вокруг друг друга в телескоп. Однако некоторые двойные звезды расположены слишком близко друг к другу, чтобы их можно было разрешить. Эти две звезды при просмотре через спектрометр покажут составной спектр: спектр каждой звезды будет сложен. Этот составной спектр становится легче обнаружить, когда звезды имеют одинаковую светимость и разные спектральные классы.
Спектрально-двойные системы также можно обнаружить по их лучевой скорости; поскольку они вращаются вокруг друг друга, одна звезда может двигаться к Земле, в то время как другая удаляется, вызывая доплеровский сдвиг в составном спектре. Орбитальная плоскость системы определяет величину наблюдаемого сдвига: если наблюдатель смотрит перпендикулярно плоскости орбиты, наблюдаемой лучевой скорости не будет. Например, если вы посмотрите на карусель сбоку, вы увидите, как животные движутся к вам и от вас, тогда как если вы посмотрите прямо сверху, они будут двигаться только в горизонтальной плоскости.

## Планеты, астероиды и кометы
Планеты, астероиды и кометы отражают свет своих родительских звёзд и излучают собственный свет. Для более холодных объектов, включая планеты Солнечной системы и астероиды, большая часть излучения приходится на инфракрасные длины волн, которые мы не видим, но которые обычно измеряются с помощью спектрометров. Для объектов, окружённых газовой оболочкой, таких как кометы и планеты с атмосферой, излучение и поглощение происходит на определённых длинах волн в газе, запечатлевая спектр газа в спектре твёрдого тела. В случае планет с толстой атмосферой или полным облачным покровом (таких как газовые гиганты, Венера и спутник Сатурна Титан, спектр в основном или полностью зависит только от атмосферы.

### Планеты
Отражённый свет планеты содержит полосы поглощения из-за минералов в горных породах, присутствующих в скалистых телах, или из-за элементов и молекул, присутствующих в атмосфере. На сегодняшний день открыто более 3500 экзопланет. К ним относятся так называемые горячие юпитеры, а также планеты земного типа. С помощью спектроскопии были обнаружены такие соединения, как щелочные металлы, водяной пар, монооксид углерода, диоксид углерода и метан.

### Астероиды
По спектру астероиды можно разделить на три основных типа. Первоначальные категории были созданы Кларком Р. Чепменом, Дэвидом Моррисоном и Беном Зеллнером в 1975 году, а затем расширены Дэвидом Дж. Толеном в 1984 году. В том, что сейчас известно как классификация Толена: астероиды C-типа состоят из углеродистого материала. , астероиды S-типа состоят в основном из силикатов, а астероиды X-типа являются «металлическими». Есть и другие классификации необычных астероидов. Астероиды C- и S-типа — самые распространённые типы астероидов. В 2002 году классификация Толена была далее «преобразована» в классификацию SMASS, увеличив количество категорий с 14 до 26 для учёта более точного спектроскопического анализа астероидов.

### Кометы

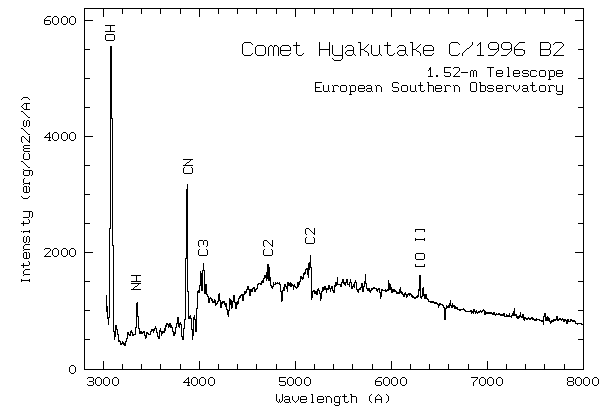
Оптический спектр кометы Хиякутаке

Спектры комет состоят из отражённого солнечного спектра от пылевой оболочки, окружающей комету, а также линий излучения газовых атомов и молекул, возбуждённых до флуоресценции солнечным светом и/или химическими реакциями. Например, химический состав кометы ISON был определён с помощью спектроскопии из-за выраженных эмиссионных линий цианидов (CN), а также двух- и трёхатомного углерода (C2 и C3). Близлежащие кометы можно увидеть даже в рентгеновском излучении, поскольку ионы солнечного ветра, летящие в кому, нейтрализуются. Поэтому рентгеновские спектры комет отражают состояние солнечного ветра, а не состояние кометы.